# Shane Jones (Autor)
Shane Jones (* Februar 1980 in Albany (New York), USA) ist ein US-amerikanischer Autor und Poet.

## Leben
Jones’ bekanntestes Werk ist bisher der Roman Light Boxes aus dem Jahre 2009, der 2010 auch in deutscher Sprache veröffentlicht wurde. Eine geplante Verfilmung kam bisher nicht zustande. Der Autor hat seit 2002 verschiedene Sammlungen mit Kurzgeschichten und Gedichten neben drei weiteren Romanen publiziert.

## Veröffentlichungen
Romane
- Light Boxes. Genius Press, Baltimore, Maryland 2009, ISBN 978-0-9820813-1-0; später 2010: Penguin Books, New York City, USA, ISBN 978-0-14-311778-0.
  - deutsch, mit Illustrationen von Ria Brodell: Thaddeus und der Februar. Eichborn Verlag, Frankfurt am Main 2010, ISBN 978-3-8218-6107-4.
- The Failure Six. Fugue State Press, 2010.
- Daniel Fights a Hurricane. Penguin Books, New York City, USA 2012, ISBN 978-0-14-312119-0.
- Chrystal Eaters. Two Dollar Radio, 2014.

Sammlungen von Geschichten
- I Will Upfold You with My Hairy Hands. Greying Ghost, 2008.
- Black Kids in Lemon Trees. ML Press, 2009.
- The Nightmare Filled You with Scary. Cannibal Books, 2009.

Gedichtsammlungen
- Maybe Tomorrow. Boneworld Publishing, 2002.
- A Cake Appeared. Scrambler Books, 2010.